# Icerya flava
Icerya flava är en insektsart som beskrevs av Hempel 1920. Icerya flava ingår i släktet Icerya och familjen pärlsköldlöss. Inga underarter finns listade i Catalogue of Life.